# Аббат (роман)
«Абба́т» (англ. The Abbot) — исторический роман Вальтера Скотта, опубликованный осенью 1820 года. Вместе с романом «Монастырь» он входит в цикл «Tales from Benedictine Sources». Эти произведения связаны несколькими действующими лицами и общей темой: в них описывается развитие и торжество протестантизма в Шотландии. Действие «Аббата» вращается вокруг Марии Стюарт, а именно, описывается период её заключения в замке Лохлевен, бегство и последующее поражение.

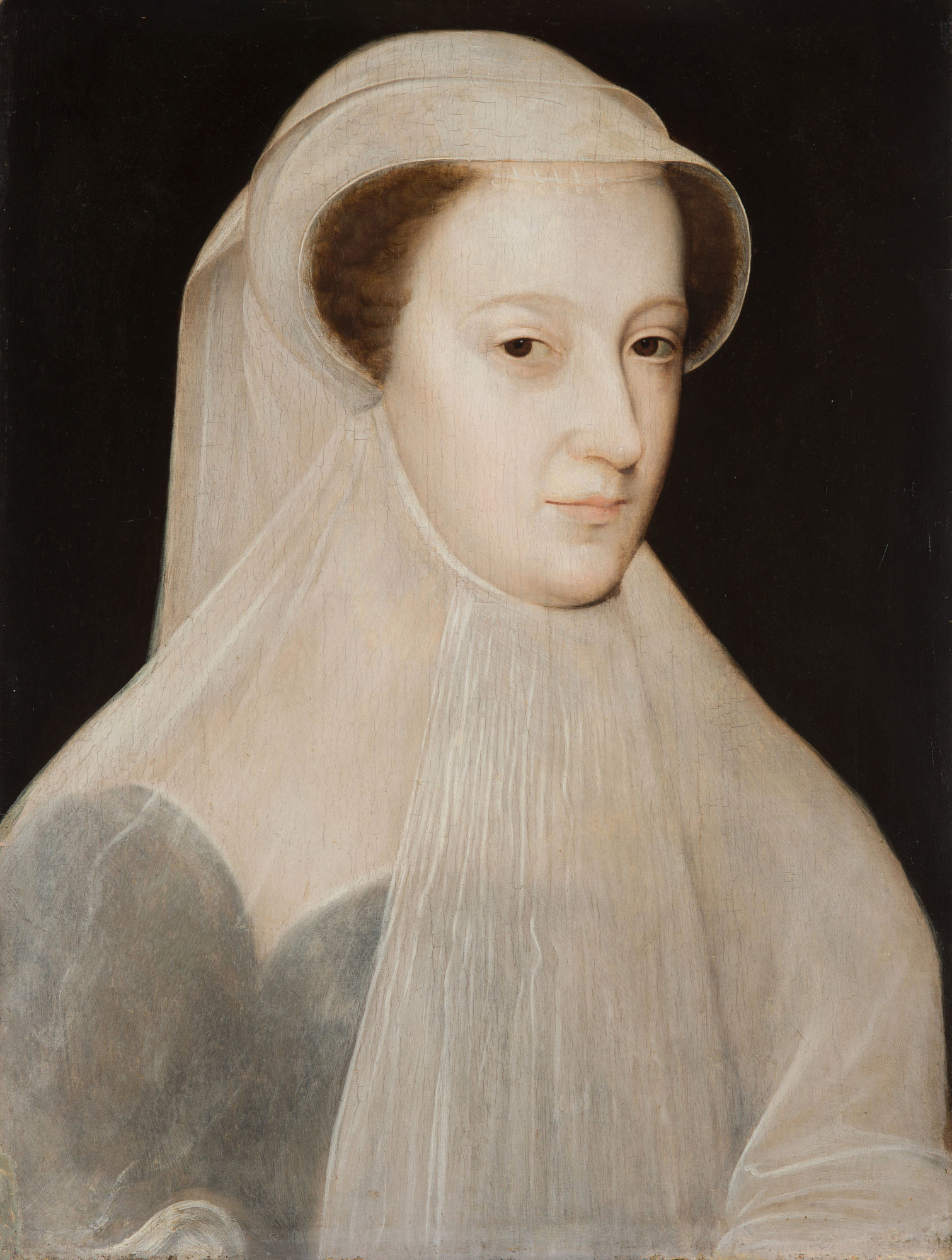
Мария Стюарт ок. 1560 года

Наряду с романами серии «Уэверли», «Аббат» был представлен как продолжение «Монастыря» и был якобы написан по тем же источникам. Во вступительном слове к первому изданию сообщается, что повествование продолжает сюжет из бенедиктинской рукописи. В отличие от предшествующего произведения, «Аббат» был тепло встречен критиками и в значительной степени помог Скотту восстановить созданную «Айвенго» репутацию, подпорченную после провала «Монастыря». Лохлевен превратился в место паломничества туристов. Успех романа также стал для Скотта подтверждением тому, что XVI век представляет собой благодатную почву для исторической литературы. К этому периоду писатель вернулся в следующем произведении — «Кенилворт».

## Предыстория
Контракт на создание второго романа был заключён ещё до завершения «Монастыря». Идея опубликовать продолжение впервые появляется в письме Джона Баллантайна к владельцам издательства Longman, Hurst, Rees, Orme, and Brown (1819), на что они сразу согласились. Вальтера Скотта это также устраивало, так как помогало поправить финансовые дела. Работу над книгой он начал не сразу, но к началу сентября она была закончена.